# Correio da Manhã (Moçambique)
O Correio da Manhã de Moçambique é um diário distribuído por telecópia e correio eletrónico, fundado a 10 de fevereiro de 1997. Especializa-se em assuntos económicos ou políticos. O seu editor é Refinaldo Chilengue.